# Aphis schinifoliae
Aphis schinifoliae är en insektsart som beskrevs av Blanchard 1939. Aphis schinifoliae ingår i släktet Aphis och familjen långrörsbladlöss. Inga underarter finns listade i Catalogue of Life.